# 18 juni
18 juni är den 169:e dagen på året i den gregorianska kalendern (170:e under skottår). Det återstår 196 dagar av året.

## Återkommande bemärkelsedagar

### Nationaldagar
- Seychellernas konstitutionsdag (till minne av antagandet av konstitutionen 1993)

## Namnsdagar

### I den svenska almanackan
- Nuvarande – Björn och Bjarne
- Föregående i bokstavsordning
  - Bjarne – Namnet infördes på dagens datum 1986 och har funnits där sedan dess.
  - Björn – Namnet infördes på dagens datum 1901 och har funnits där sedan dess.
  - Björne – Namnet infördes på dagens datum 1986, men utgick 1993.
  - Leontius – Namnet fanns, till minne av Leontius av Rostov en biskop i Rostov, som blev ihjälslagen av hedningar på 1070-talet och därmed blev Rysslands förste martyr, på dagens datum före 1901, då det utgick.
- Föregående i kronologisk ordning
  - Före 1901 – Leontius
  - 1901–1985 – Björn
  - 1986–1992 – Björn, Bjarne och Björne
  - 1993–2000 – Björn och Bjarne
  - Från 2001 – Björn och Bjarne
- Källor
  - Brylla, Eva (red.): Namnlängdsboken, Norstedts ordbok, Stockholm, 2000. ISBN 91-7227-204-X
  - af Klintberg, Bengt: Namnen i almanackan, Norstedts ordbok, Stockholm, 2001. ISBN 91-7227-292-9

### Finlandssvenska almanackan
- Nuvarande från 1950[1] – Ingolf
- I föregående revideringar[a][2]
  - 1929–1949 – Hjalte

## Händelser
- 1300 – Dagen efter att det finska biskopssätet har blivit flyttat från Korois och Åbo domkyrka har invigts som nytt biskopssäte för Finland flyttas även det finska nationalhelgonet Henriks reliker i högtidlig procession från kyrkan i Nousis till domkyrkan i Åbo två kilometer därifrån. Henrik har blivit martyr i mitten av 1100-talet och blir snart dyrkad som Finlands nationalhelgon, vilket han är än idag (2025). Åbo förblir biskopssäte för hela Finland fram till mitten av 1500-talet och efter att Finland har blivit ryskt 1809 blir Åbo Finlands ärkestift 1817.
- 1675 – En brandenburgsk här på 7 000–8 000 man, ledd av kurfurst Fredrik Vilhelm I,  besegrar en jämnstark svensk styrka under Wolmar Wrangel i slaget vid Fehrbellin några mil nordväst om Berlin, trots att svenskarna har mer än dubbelt så många kanoner som brandenburgarna (28 mot 13). Det blir ett ganska litet slag med 500–600 döda och sårade på vardera sidan, men segern blir psykologiskt viktig för Brandenburg, som kan utnyttja den i sin propaganda. Då Sveriges militära rykte också blir skadat leder det till att flera tyska stater och Danmark under året förklarar krig mot Sverige och det pågående svensk-tyska kriget eskalerar och överförs till svensk mark.
- 1815 – En dryg vecka efter att Wienkongressen, som ska avgöra Europas framtid, har avslutats (9 juni) blir den franske kejsaren Napoleon I:s här på 72 000 man besegrad av en allierad armé på 118 000 man, ledd av den brittiske hertigen av Wellington och den preussiske befälhavaren Blücher, i slaget vid Waterloo i Belgien. Napoleon har blivit avsatt året innan och förvisad till medelhavsön Elba, men har rymt därifrån och återtagit kejsarmakten i Frankrike. Hans återkomst har blåst lite liv i Napoleonkrigen och till en början går slaget, trots stora franska förluster, bra för de franska styrkorna. Det är först sedan britterna har fått förstärkning av preussarna, som segern går över till de allierade arméerna. Den franska armén upplöses efter slaget och Napoleon tvingas på flykt. Fyra dagar senare abdikerar han för andra gången som fransk kejsare, men utnämner sin fyraårige son Napoleon II till ny kejsare (denne befinner sig dock i Wien vid tillfället och blir avsatt drygt två veckor senare; hans utnämning är alltså enbart formell). Napoleon förvisas på nytt, denna gång till ön Sankta Helena i Sydatlanten, där han dör 1821.
- 1940 – Sedan den franske generalen Charles de Gaulle har flytt till London undan den tyska ockupationen av Frankrike, håller han ett första tal till fransmännen via det brittiska radiobolaget BBC:s franska sändningar. Han säger bland annat att ”vad som än händer får det franska motståndets låga inte slockna”. En vecka senare upprättar han det fria Frankrike, som han blir befälhavare för.
- 1946 – Kungariket Italien utropas som republik,[3] då resultatet av folkomröstningen om konstitutionen officiellt tillkännages, drygt två veckor efter att den har hållits. Regeringen har dock utropat landet till provisorisk republik redan den 13 juni, för att undvika upplopp på grund av att resultatet av omröstningen dröjer. Kung Umberto II blir avsatt och han och hans familj tvingas gå i exil – de förbjuds att beträda italienskt territorium för all framtid, men förbudet hävs i oktober 2002 och i samband med detta avsäger sig Umbertos son Viktor Emanuel alla anspråk på den italienska tronen. Artikel 139 i den nya konstitutionen förbjuder dessutom att monarkin återinförs i landet.
- 1995 – Den svenska uppsättningen av musikalen The Phantom of the Opera spelas för sista gången på Oscarsteatern i Stockholm. Den har sedan premiären den 27 oktober 1989 spelats 1 173 gånger under nära sex år den har gått och totalt 1 055 800 personer har sett den. Den har därmed slagit svenskt teaterrekord, då ingen annan föreställning har spelats lika länge i svensk teaterhistoria.
- 2006 – Den amerikanske affärsmannen och konstsamlaren Ronald Lauder inköper målningen Porträtt av Adele Bloch-Bauer I från 1907 av den österrikiske konstnären Gustav Klimt för rekordsumman 135 miljoner dollar (cirka 996 miljoner kronor) på en auktion i New York. Det blir det dittills dyraste konstköpet någonsin och slår det tidigare rekordet från 1990, då Vincent van Goghs Porträtt av dr Gachet såldes för 82,5 miljoner dollar. Det nya rekordet står sig dock bara i knappt ett halvår, innan Jackson Pollocks No. 5, 1948 säljs för 140 miljoner dollar.
- 2008 – Den svenska riksdagen håller votering, där den omstridda FRA-lagen antas med 143 röster för och 138 röster mot lagen. Det hela innebär egentligen införandet av en ny lag (lagen om signalspaning i försvarsunderrättelseverksamhet) och ändring av andra lagar (lagen om försvarsunderrättelseverksamhet, lagen om elektronisk kommunikation och sekretesslagen) – den nya lagen och lagändringarna träder sedan i kraft 1 januari 2009. Att det i folkmun kallas FRA-lagen beror på att lagändringarna och den nya lagen berör Försvarets radioanstalt (förkortat FRA) och ger den tillåtelse att bedriva signalspaning på kabelburen trafik, som passerar Sveriges gränser, vilket innebär, att anstalten bland annat får rätt att spionera på e-post och andra internettransaktioner över gränserna. Detta har väckt starkt folkligt motstånd och lagändringarna väcker stark kritik från den rödgröna oppositionen i riksdagen.

## Födda
- 1294 – Karl IV ("den sköne"), kung av Frankrike från 1322 (född denna dag eller 15 eller 19 juni)
- 1619 – Johannes Brodinus svensk biskop i Västerås
- 1754 – Anna Maria Lenngren, svensk författare
- 1769 – Robert Stewart, brittisk politiker, Storbritanniens Irlandsminister 1798–1801, krigs- och kolonialminister 1807–1809 och utrikesminister 1812-1821
- 1789 – Gustaf Nibelius, svensk präst och biskop i Västerås stift
- 1796 – Nils Lovén, svensk präst, författare, folklivsskildrare och översättare
- 1824 – William E. Smith, brittisk-amerikansk politiker, guvernör i Wisconsin 1878–1882
- 1827 – Gustaf, svensk prins, känd som "Sångarprinsen"
- 1829 – Isaac Stephenson, kanadensisk-amerikansk politiker och affärsman, senator för Wisconsin 1907–1915
- 1845 – Alphonse Laveran, fransk läkare, mottagare av Nobelpriset i fysiologi eller medicin 1907
- 1858 – William C. Redfield, amerikansk demokratisk politiker, USA:s handelsminister 1913–1919
- 1884
  - Édouard Daladier, fransk radikalsocialistisk politiker, Frankrikes konseljpresident 1933, 1934 och 1938–1940
  - Robert Rice Reynolds, amerikansk demokratisk politiker, senator för North Carolina 1932–1945
- 1888 – Carl Ström, svensk skådespelare
- 1889 – Prentiss M. Brown, amerikansk demokratisk politiker, senator för Michigan 1936–1943
- 1890 – Gideon Wahlberg, svensk författare, teaterledare, skådespelare och kompositör
- 1895 – Blanche Sweet, amerikansk stumfilmsskådespelare
- 1901 – Anastasia Nikolajevna Romanova, rysk prinsessa
- 1903
  - Jeanette MacDonald, amerikansk sångare och skådespelare
  - Raymond Radiguet, fransk poet och författare
- 1905 – Leonid Lavrovskij, rysk balettdansare och koreograf
- 1908 – Gunnar Hyttse svensk bandyspelare från Västerås
- 1910
  - E.G. Marshall, amerikansk skådespelare
  - Hélène Kirsova, dansk ballerina och koreograf
  - Castro Soromenho, angolansk författare
- 1911 – Ingrid Segerstedt Wiberg, svensk journalist, debattör och folkpartistisk politiker
- 1913 – Oswald Teichmüller, tysk matematiker
- 1917
  - Richard Boone, amerikansk skådespelare
  - Erik Ortvad, dansk målare och tecknare
- 1918 – Jerome Karle, amerikansk kemist, mottagare av Nobelpriset i kemi 1985
- 1920 – Ian Carmichael, brittisk skådespelare
- 1923 – Elsy Lindgren, svensk musiker
- 1927 – Paul Eddington, brittisk skådespelare
- 1929 – Jürgen Habermas, tysk sociolog och filosof
- 1931 – Klaus Wunderlich, tysk musiker och organist
- 1932 – Dudley R. Herschbach, amerikansk kemist, mottagare av Nobelpriset i kemi 1986
- 1936 – Denny Hulme, nyzeeländsk racerförare
- 1937
  - Jay Rockefeller, amerikansk demokratisk politiker, guvernör i West Virginia 1977–1985 och senator för samma delstat 1985–2015
  - Vitalij Zjolobov, ukrainsk kosmonaut
- 1942
  - Roger Ebert, amerikansk filmkritiker
  - Thabo Mbeki, sydafrikansk politiker, partiledare för African National Congress (ANC) 1997–2007, Sydafrikas president 1999–2008
  - Paul McCartney, brittisk sångare, musiker och låtskrivare samt musik- och filmproducent, medlem i gruppen The Beatles
- 1947 – Hanns Zischler, tysk skådespelare, regissör och manusförfattare
- 1949 – Paul Tonko, amerikansk demokratisk politiker, kongressledamot 2009–
- 1950
  - Mike Johanns, amerikansk republikansk politiker, guvernör i Nebraska 1999–2005 och senator för samma delstat 2009–, USA:s jordbruksminister 2005–2007
  - Barbro Smeds, finlandssvensk författare, dramaturg och teaterregissör
- 1951 – Jerry McNerney, amerikansk demokratisk politiker, kongressledamot 2007–2023
- 1952 – Isabella Rossellini, italiensk-svensk-amerikansk fotomodell och skådespelare
- 1954 – Magnus Uggla, svensk pop- och rocksångare, låtskrivare, revyartist och skådespelare
- 1961
  - Laurent Grévill, fransk skådespelare
  - Alison Moyet, brittisk sångare och artist, medlem i gruppen Yazoo
- 1964 – Uday Hussein, irakisk politiker och medieproducent, son till Saddam Hussein
- 1968 – Tova Magnusson, svensk skådespelare, komiker och regissör
- 1975 – Helene Lundström, svensk röstskådespelare, sångare och låtskrivare
- 1977 – Kaja Kallas, estnisk premiärminister
- 1979 – Hannes Meidal, svensk skådespelare
- 1980 – Antero Niittymäki, finländsk ishockeyspelare
- 1982 – Vadim Pruzhanov, ukrainsk-brittisk musiker, keyboardist i power metal-gruppen Dragonforce
- 1986 – Richard Gasquet, fransk tennisspelare
- 1991 – Willa Holland, amerikansk skådespelare och modell
- 1994 – Takeoff, amerikansk rappare, medlem i gruppen Migos
- 1996 – Alen Halilović, kroatisk fotbollsspelare

## Avlidna
- 1464 – Rogier van der Weyden, nederländsk målare
- 1536 – Henry FitzRoy, 17, engelsk adelsman, illegitim son till kung Henrik VIII
- 1629 – Piet Pieterszoon Hein, 51, nederländsk sjöofficer och folkhjälte
- 1850 – Leonard Wilcox, 51, amerikansk demokratisk politiker och jurist, senator för New Hampshire
- 1870 – Nils Haqvin Selander, 66, svensk astronom och riksdagsman
- 1901 – Hazen S. Pingree, 60, amerikansk republikansk politiker, guvernör i Michigan
- 1911 – J. Proctor Knott, 80, amerikansk demokratisk politiker, guvernör i Kentucky
- 1914 – Sílvio Romero, 63, brasiliansk författare
- 1916 – Helmuth von Moltke, 68, tysk militär
- 1925 – Robert M. La Follette, 70, amerikansk politiker, guvernör i Wisconsin 1901–1906 och senator för samma delstat
- 1928 – Roald Amundsen, 55, norsk polarforskare
- 1936 – Maksim Gorkij, 68, rysk författare
- 1937 – Gaston Doumergue, 73, fransk politiker, Frankrikes president
- 1939 – Hjalmar Peters, 63, svensk skådespelare
- 1959 – Ethel Barrymore, 79, amerikansk skådespelare
- 1961
  - George H. Bender, 64, amerikansk republikansk politiker, senator för Ohio
  - John Hilke, 70, svensk skådespelare
- 1967 – Giacomo Russo, 29, italiensk racerförare
- 1968 – Helga Brofeldt, 86, svensk skådespelare
- 1971 – Paul Karrer, 82, schweizisk kemist, mottagare av Nobelpriset i kemi 1937
- 1974 – Georgij Zjukov, 77, sovjetisk militär och Marskalk av Sovjetunionen
- 1977 – Holger Löwenadler, 73, svensk skådespelare
- 1980 – Eva Wikman, 58, svensk skådespelare
- 1982 – Curd Jürgens, 66, fransk-tysk-österrikisk skådespelare
- 1984 – Tyra Fischer, 86, svensk skådespelare
- 1989 – I.F. Stone, 81, amerikansk undersökande journalist
- 1999 – Bob Bullock, 69, amerikansk demokratisk politiker, viceguvernör i Texas
- 2008 – Jean Delannoy, 100, fransk filmregissör
- 2009 – Hortensia Bussi, 94, chilensk presidentfru 1970–1973 (gift med Salvador Allende)
- 2010 – José Saramago, 87, portugisisk författare, mottagare av Nobelpriset i litteratur 1998
- 2011
  - Jelena Bonner, 88, rysk medborgarrättsaktivist
  - Frederick Chiluba, 68, zambisk politiker, Zambias president
  - Clarence Clemons, 69, amerikansk saxofonist
  - Gustaf Kjellvander, 31, svensk musiker och låtskrivare
- 2012 – Brian Hibbard, 65, brittisk sångare och skådespelare
- 2014
  - Folke Abenius, 80, svensk operaregissör och operachef
  - Stephanie Kwolek, 90, amerikansk kemist, uppfinnare av kevlar
  - Horace Silver, 85, amerikansk jazzpianist och orkesterledare
- 2018 – XXXTentacion, 20, amerikansk rappare och låtskrivare
- 2020 – Vera Lynn, 103, brittisk sångare och skådespelare
- 2021 – Giampiero Boniperti, 92, italiensk fotbollsspelare
- 2022 – Anita Ekström, 79, svensk skådespelare
- 2023 – Stockton Rush, 61, amerikansk ingenjör, pilot och affärsman
- 2024 – Anouk Aimée, 92, fransk skådespelare